# 劳伦·埃利斯
劳伦·埃利斯（英語：Lauren Ellis，1989年4月19日—）是一名新西兰场地自行车运动员。她曾参加2012年伦敦奥运和2016年里约奥运，其中前者在女子团体追逐赛上获得第五名，后者在女子团体追逐赛和女子全能赛均获得第四名。